# Rives-de-Boutonne
Rives-de-Boutonne ist eine französische Gemeinde mit 422 Einwohnern (Stand: 1. Januar 2022) im Département Charente-Maritime in der Region Nouvelle-Aquitaine (vor 2016: Poitou-Charentes). Sie gehört zum Arrondissement Saint-Jean-d’Angély und ist Mitglied im Gemeindeverband Vals de Saintonge Communauté.
Sie entstand mit Wirkung vom 1. Januar 2025 als Commune nouvelle durch Zusammenlegung der bis dahin selbstständigen Gemeinden Nuaillé-sur-Boutonne und Saint-Georges-de-Longuepierre, die fortan den Status als Communes déléguées besitzen. Der Verwaltungssitz befindet sich in Nuaillé-sur-Boutonne. Der Name der Gemeinde wurde mit dem Erlass des Präfekten vom 28. Oktober 2024 nachträglich geändert.

## Gemeindegliederung
| Commune déléguée                       | Ehemaliger INSEE-Code | PLZ   | Fläche (km²) | Einwohnerzahl (2022) |
| -------------------------------------- | --------------------- | ----- | ------------ | -------------------- |
| Nuaillé-sur-Boutonne (Verwaltungssitz) | 17268                 | 17470 | 10,48        | 187                  |
| Saint-Georges-de-Longuepierre          | 17334                 | 17470 | 10,69        | 235                  |

## Geografie
Rives-de-Boutonne liegt etwa 58 Kilometer ostsüdöstlich von La Rochelle und etwa 34 Kilometer nordöstlich von Saintes im Norden der historischen Provinz der Saintonge. Das Gemeindegebiet wird entwässert von der Boutonne, einem Nebenfluss der Charente, die es im Südwesten begrenzt. Der Fluss Vau begrenzt es im Nordwesten, bevor er in einen Seitenarm der Boutonne mündet. Die Flüsse Brédoire und Saudrenne durchqueren die Gemeinde von Ost nach West, bevor sie hier ebenfalls in die Boutonne münden. Das Zentrum von Rives-de-Boutonne liegt leicht oberhalb der Boutonne auf einer Höhe von etwa 26 m. Das Bodenrelief zeigt keine markenten Erhebungen. Die maximale Höhe des Gemeindegebiets wird im Nordosten mit 82 m gemessen, die minimale mit 21 m Höhe im Südwesten beim Austritt der Boutonne aus dem Gemeindegebiet.
Teile des Gebiets von Rives-de-Boutonne gehören zum Natura-2000-Schutzgebiet „Massif forestier de Chizé-Aulnay“ (FR5400450) sowie von zwei ZNIEFF-Naturzonen.
Umgeben wird Rives-de-Boutonne von den Nachbargemeinden Dampierre-sur-Boutonne im Norden, Aulnay im Osten, Paillé im Südosten und Süden, Les Églises-d’Argenteuil im Süden, Saint-Pardoult im Südwesten, Saint-Pierre-de-l’Isle im Westen sowie Blanzay-sur-Boutonne im Nordwesten.

## Sehenswürdigkeiten
- Kirche Notre-Dame in Nuaillé-sur-Boutonne aus dem 12. Jahrhundert, seit 1984 als Monument historique klassifiziert
- Ruinen des Priorats Notre-Dame von Oulmes in Nuaillé-sur-Boutonne aus dem 12. Jahrhundert, 1326 erwähnt, seit 1980 in Teilen als Monument historique klassifiziert
- Neuromanische Kirche Saint-Georges in Saint-Georges-de-Longuepierre aus dem 19. Jahrhundert

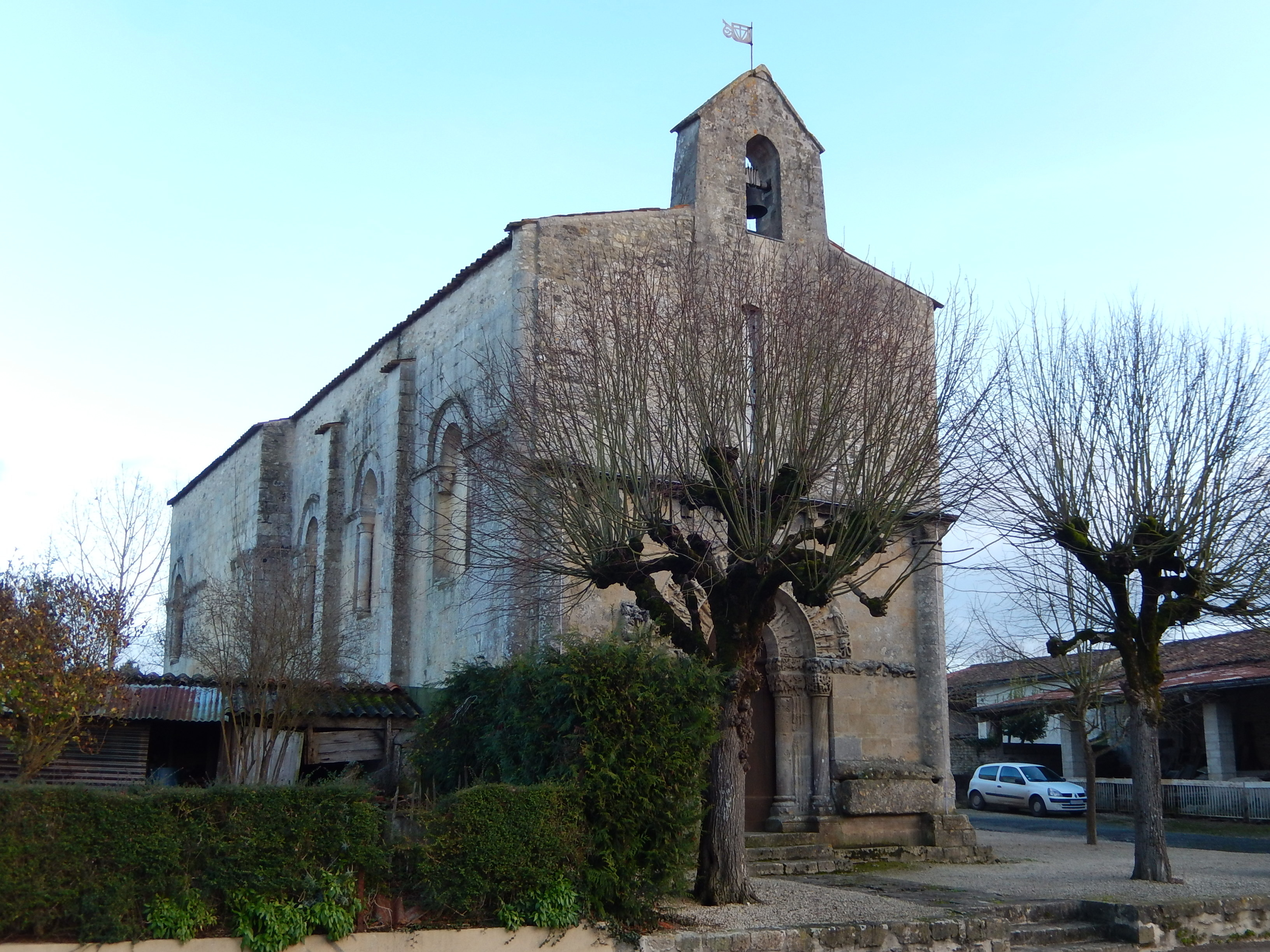
Kirche Notre-Dame
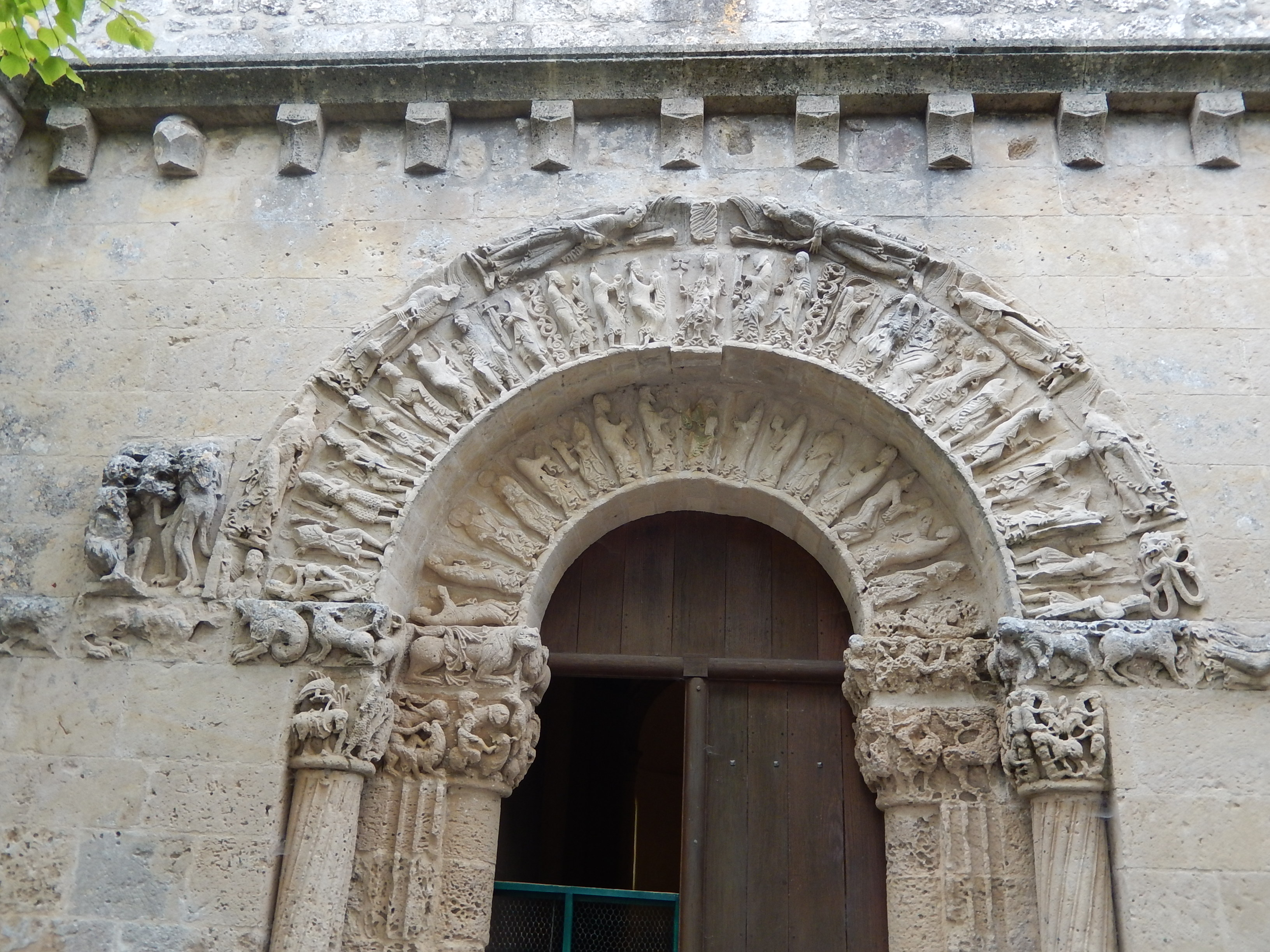
Eingangsportal
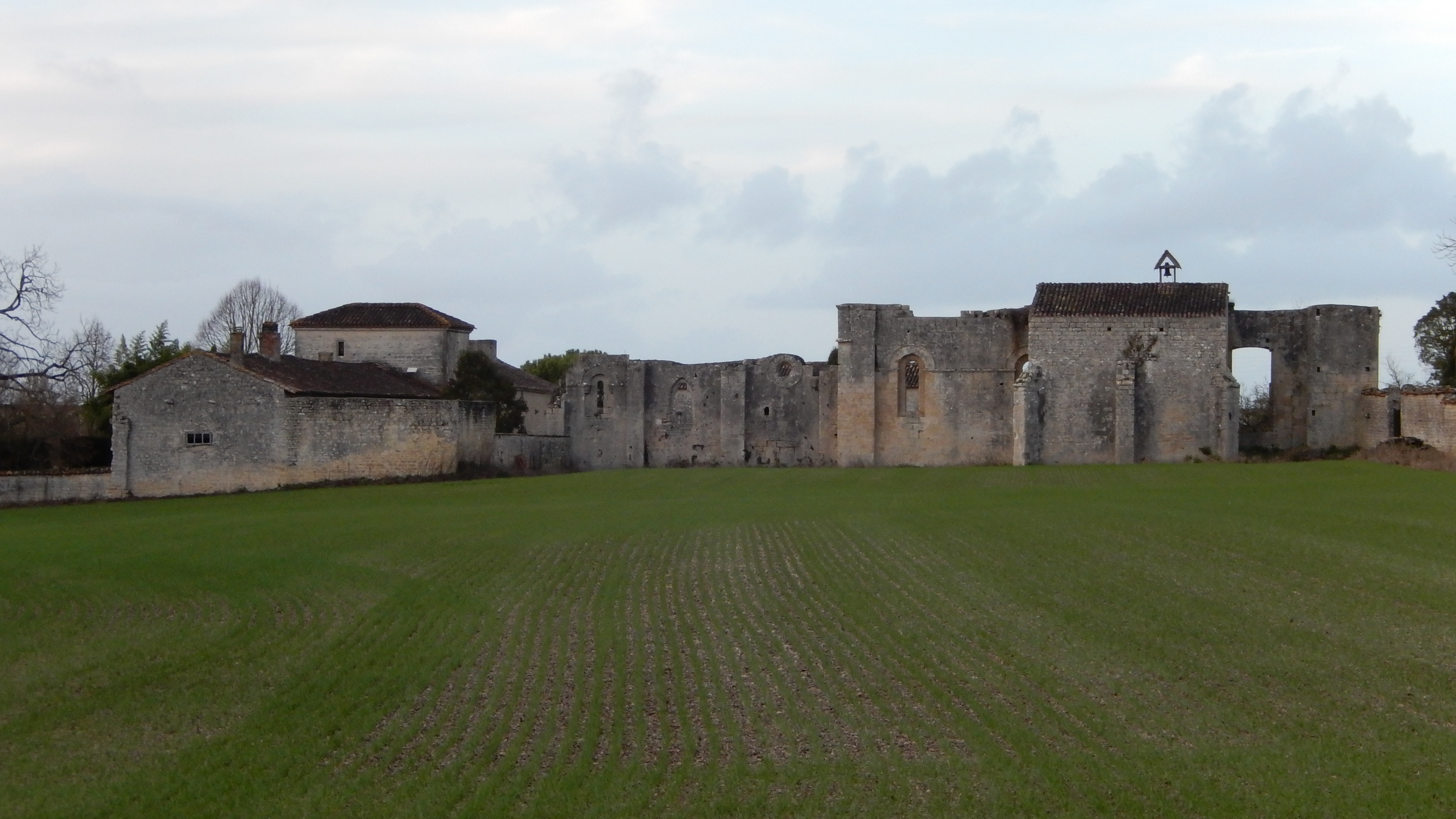
Ehemaliges Priorat Notre-Dame von Oulmes
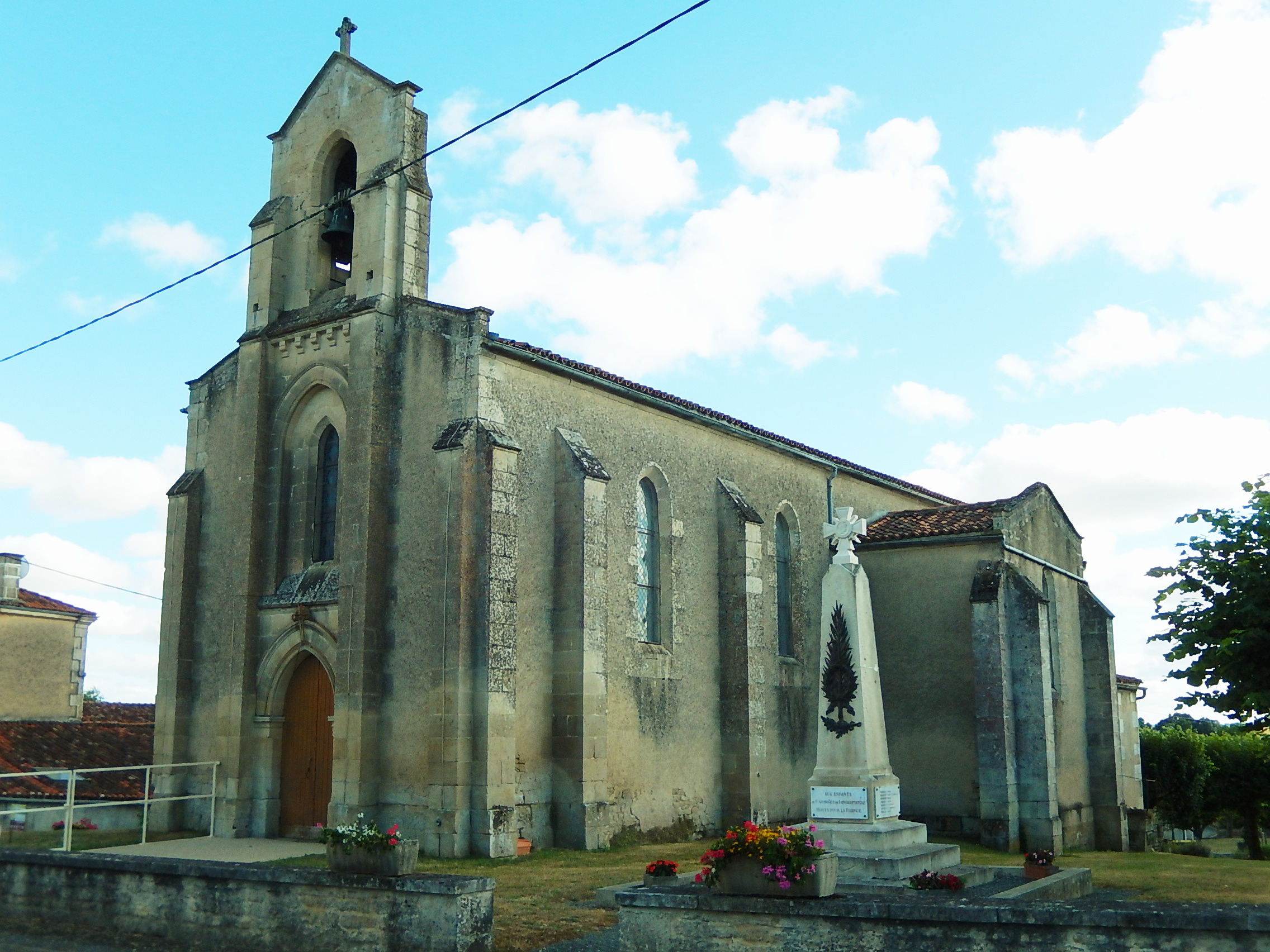
Kirche Saint-Georges

## Sport und Freizeit
Der GRP „Traversée de la Sylve d'Argenson“, ein 42 Kilometer langerregionaler Fernwanderweg zwischen Rimbault, einem Ortsteil von Beauvoir-sur-Niort (Département Deux-Sèvres) und Saleignes, durchquert das nördliche Gemeindegebiet.

## Bildung
Die Gemeinde verfügt über eine öffentliche Vor- und Grundschule (École primaire) in Saint-Georges-de-Longuepierre mit 62 Schülerinnen und Schülern im Schuljahr 2024/2025.

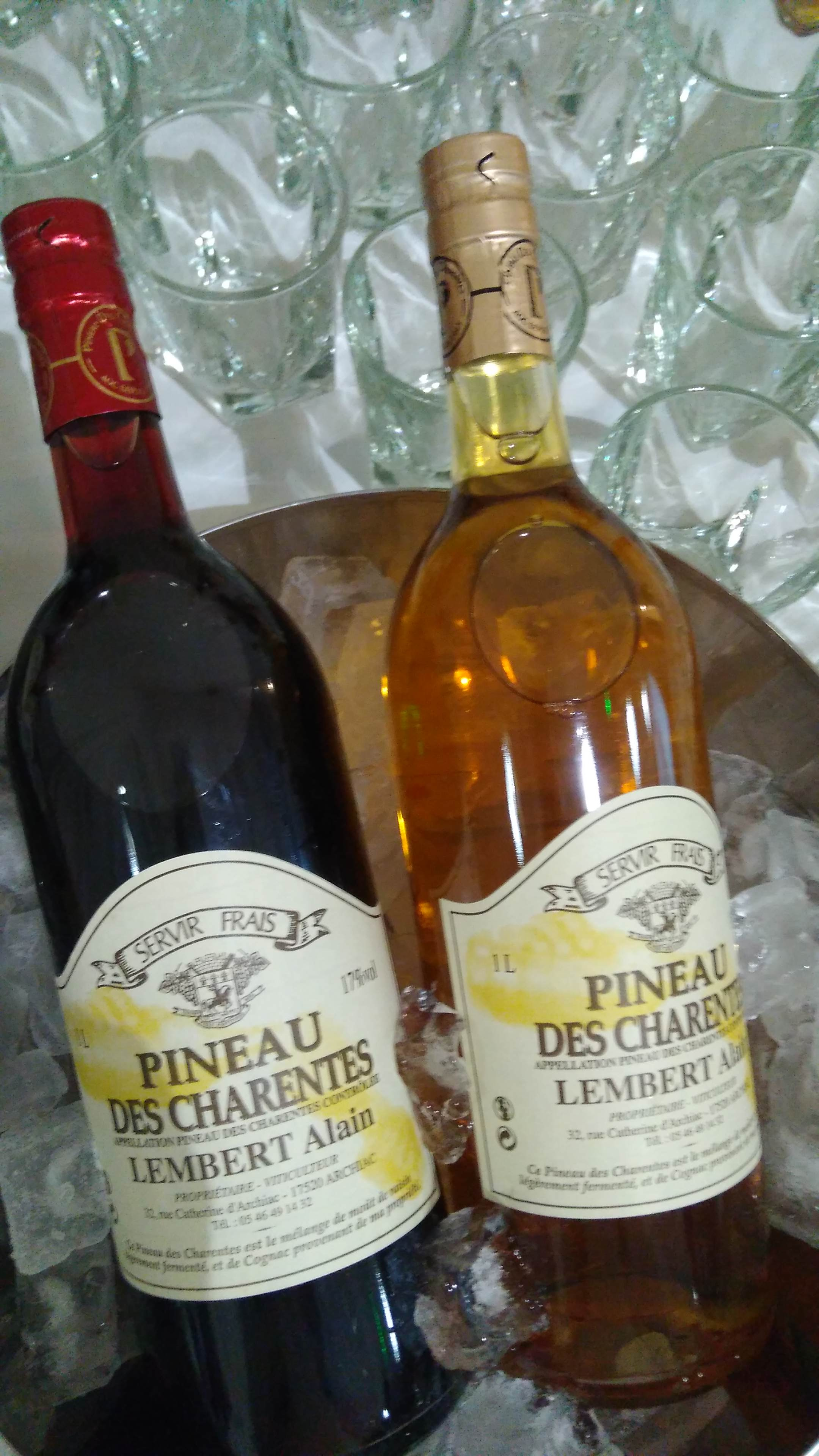
Flaschen des Pineau des Charentes in den Sorten weiß und rot

## Wirtschaft
Rives-de-Boutonne liegt in den Zonen AOC
- der Buttersorten
  - Charentes-Poitou,
  - Charentes und
  - Deux-Sèvres,
- des Cognacs mit den Bezeichnungen 
  - Cognac Fin Bois und
  - Cognac ou Eau-de-vie de Cognac oder Eau-de-vie des Charentes und
- des Pineau des Charentes in den Sorten weiß, rosé und rot.[6]

## Verkehr
Rives-de-Boutonne liegt abseits größerer Verkehrsachsen. Die Departementsstraße D 121 führt durch das Zentrum von Saint-Georges-de-Longuepierre in nordwestlicher Richtung nach Dampierre-sur-Boutonne, in südöstlicher Richtung nach Aulnay. Die nachgeordnete D 107 verbindet Nuaillé-sur-Boutonne mit Aulnay, die nachgeordnete D 219 die beiden Communes déléguées miteinander. Weitere nachgeordnete Departementsstraßen und lokale Landstraßen verbinden die Gemeinde mit anderen Nachbargemeinden.